# Sycozoa georgiana
Sycozoa georgiana är en sjöpungsart som först beskrevs av Wilhelm Michaelsen 1907.  Sycozoa georgiana ingår i släktet Sycozoa och familjen Holozoidae.
Artens utbredningsområde är Södra Ishavet. Inga underarter finns listade i Catalogue of Life.